# Старий Замек
Старий Замек (пол. Stary Zamek, нім. Altenburg) — село в Польщі, у гміні Собутка Вроцлавського повіту Нижньосілезького воєводства.
Населення — 268 осіб (2011).

## Демографія
Демографічна структура станом на 31 березня 2011 року:
|          | Загалом | Допрацездатний вік | Працездатний вік | Постпрацездатний вік |
| -------- | ------- | ------------------ | ---------------- | -------------------- |
| Чоловіки | 144     | 29                 | 104              | 11                   |
| Жінки    | 124     | 21                 | 84               | 19                   |
| Разом    | 268     | 50                 | 188              | 30                   |